# Tanah Abang
Tanah Abang est un kecamatan (district) de Jakarta Centre, une des cinq kota (municipalités) qui constituent Jakarta, la capitale de l'Indonésie.
Tanah Abang abrite notamment le Stade Gelora-Bung-Karno, le plus grand marché de textiles d'Asie du Sud-Est et la moitié ouest du Sudirman Central Business District.

## Administration
Le district est divisé en 5 kelurahan ou communes :
- Bendungan Hilir,
- Gelora,
- Kampung Bali,
- Karet Tengsin,
- Kebon Kacang,
- Kebon Melati,
- Petamburan.

## Histoire

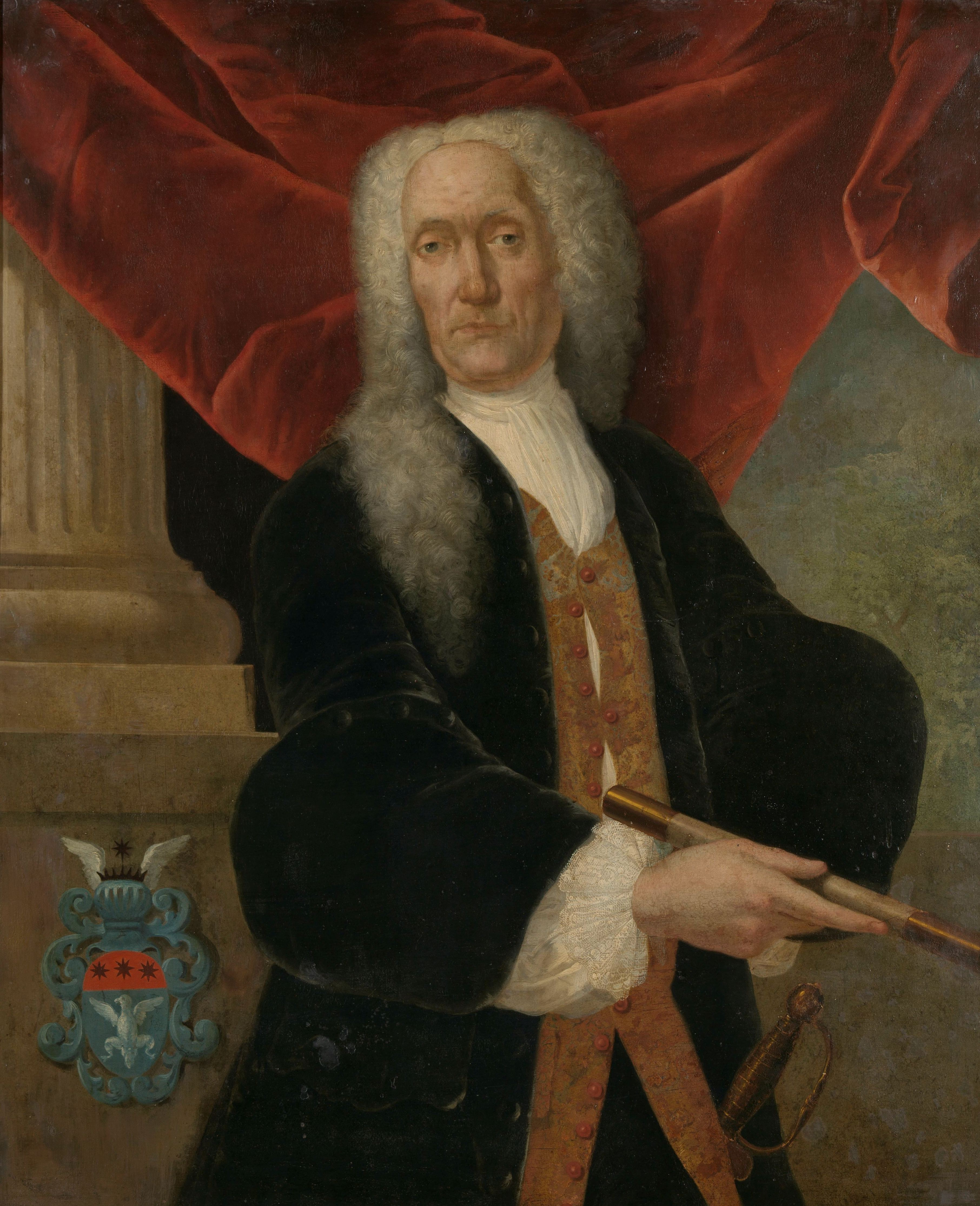
Abraham Patras, gouverneur général des Indes néerlandaises (1735-1737)

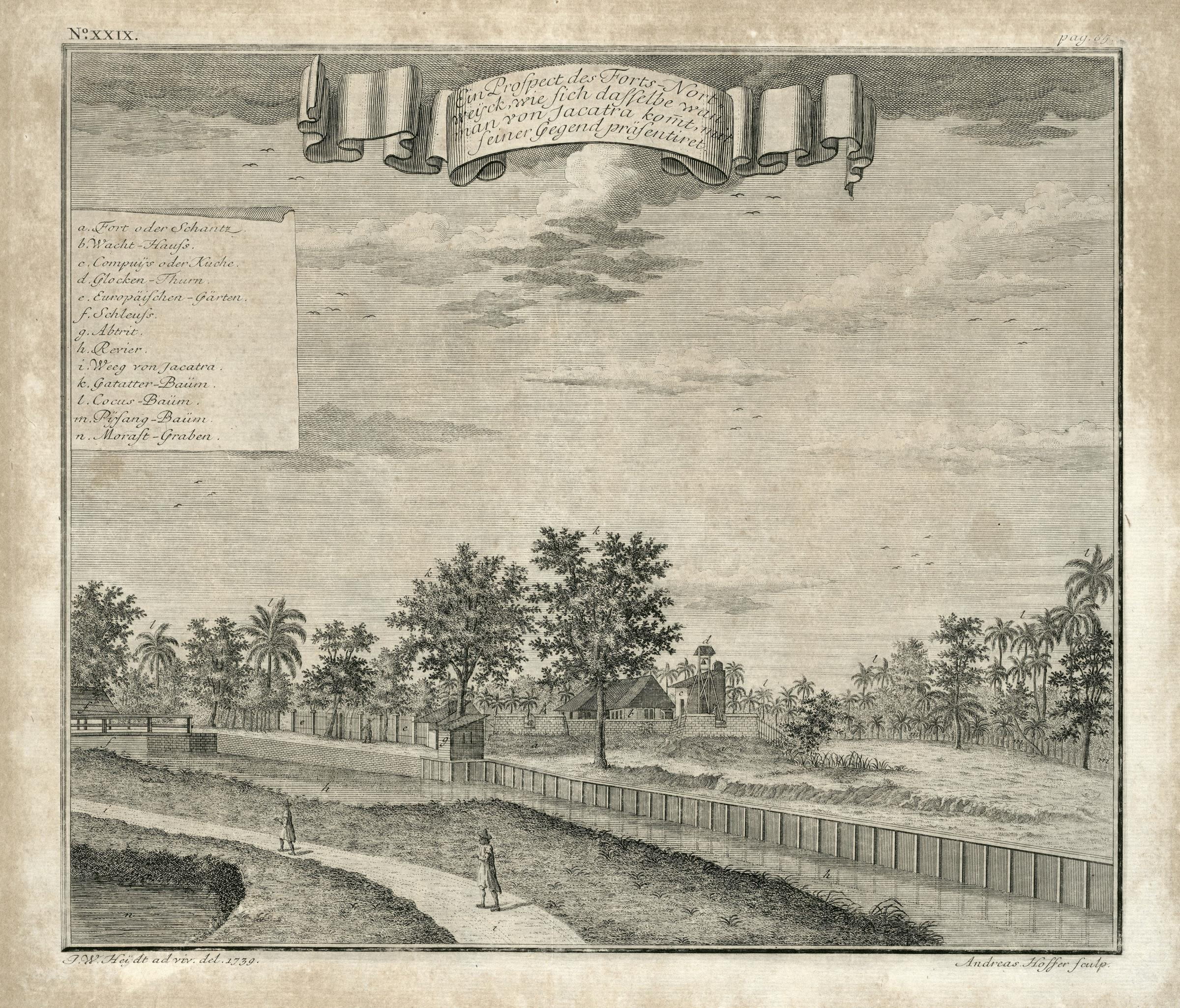
Gravure de 1739 montrant le fort de Noordwijk, situé à l'est de Tanah Abang

En 1735, Justinus Vinck établit le "pasar Sabtu", "marché du samedi", après avoir obtenu l'autorisation du gouverneur général des Indes néerlandaises Abraham Patras (1735-1737).
Source : Anggita Muslimah Maulidya Prahara Senja, "Sejarah Tanah Abang, dari Kebun Palem hingga Pusat Grosir" ("L'histoire de Tanah Abang, de la palmeraie au centre de grossistes", Kompas, 9 novembre 2017

## Galerie

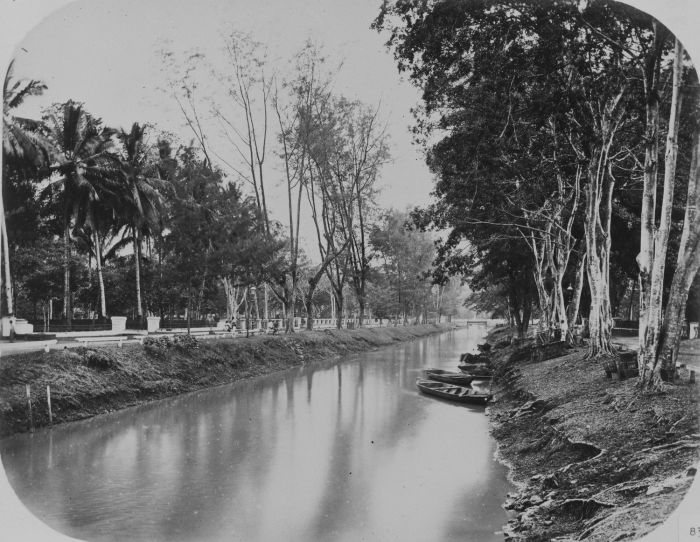
Le canal de Tanah Abang dans les années 1860
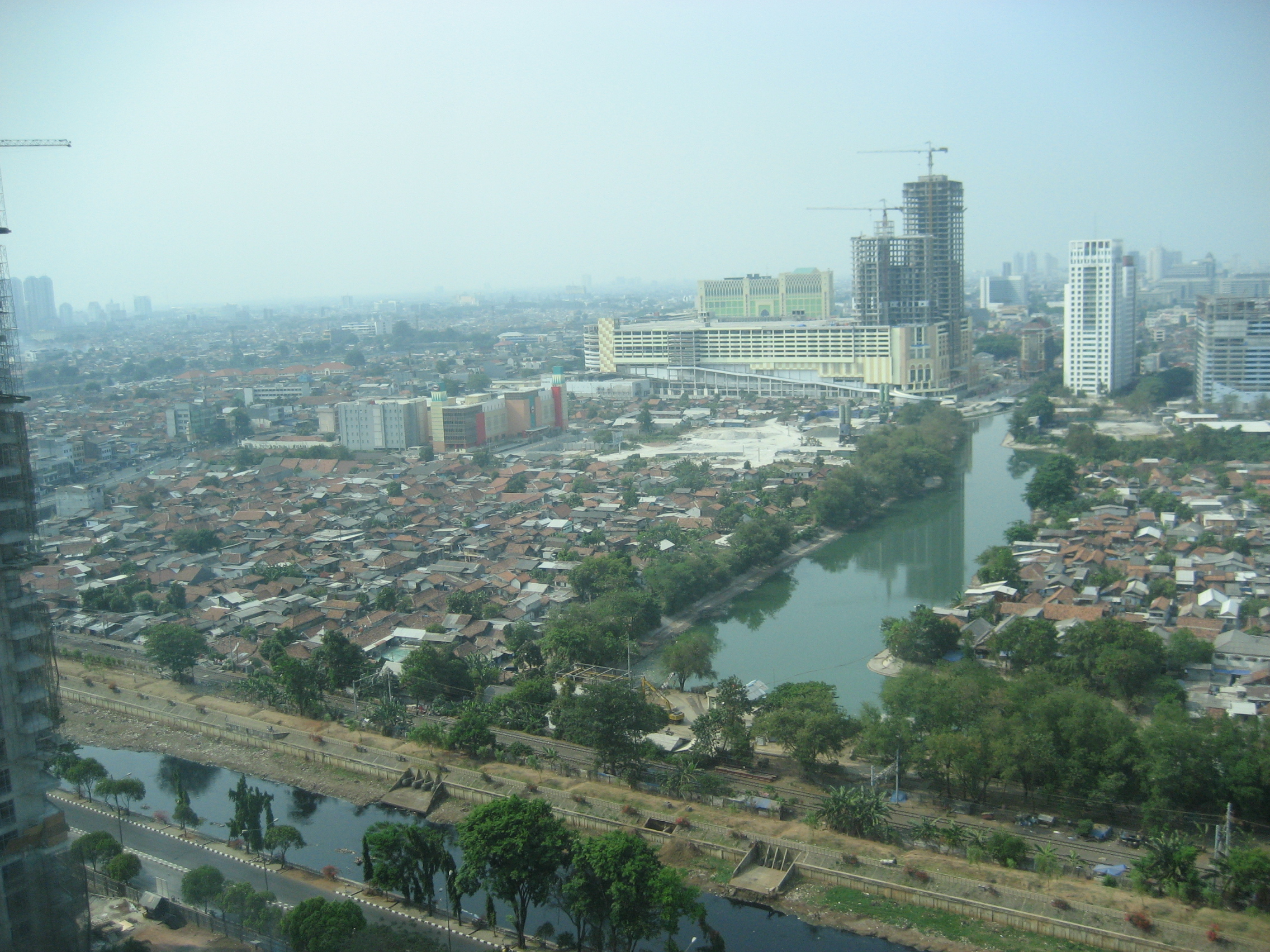
Vue de Tanah Abang
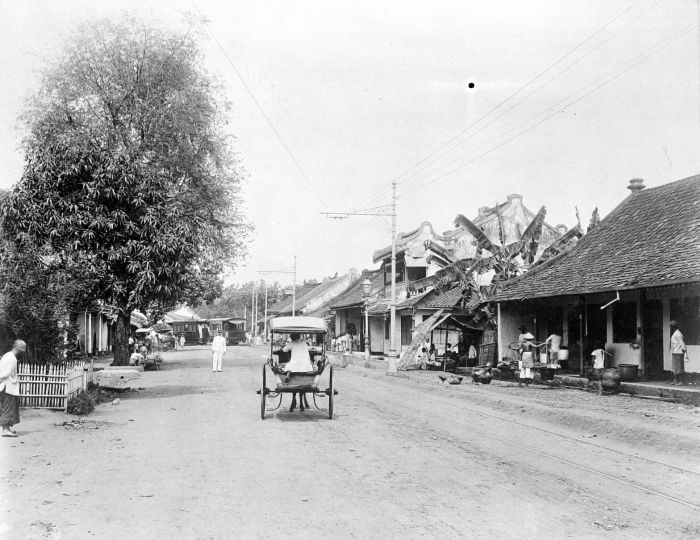
Le marché de Tanah Abang vers 1900
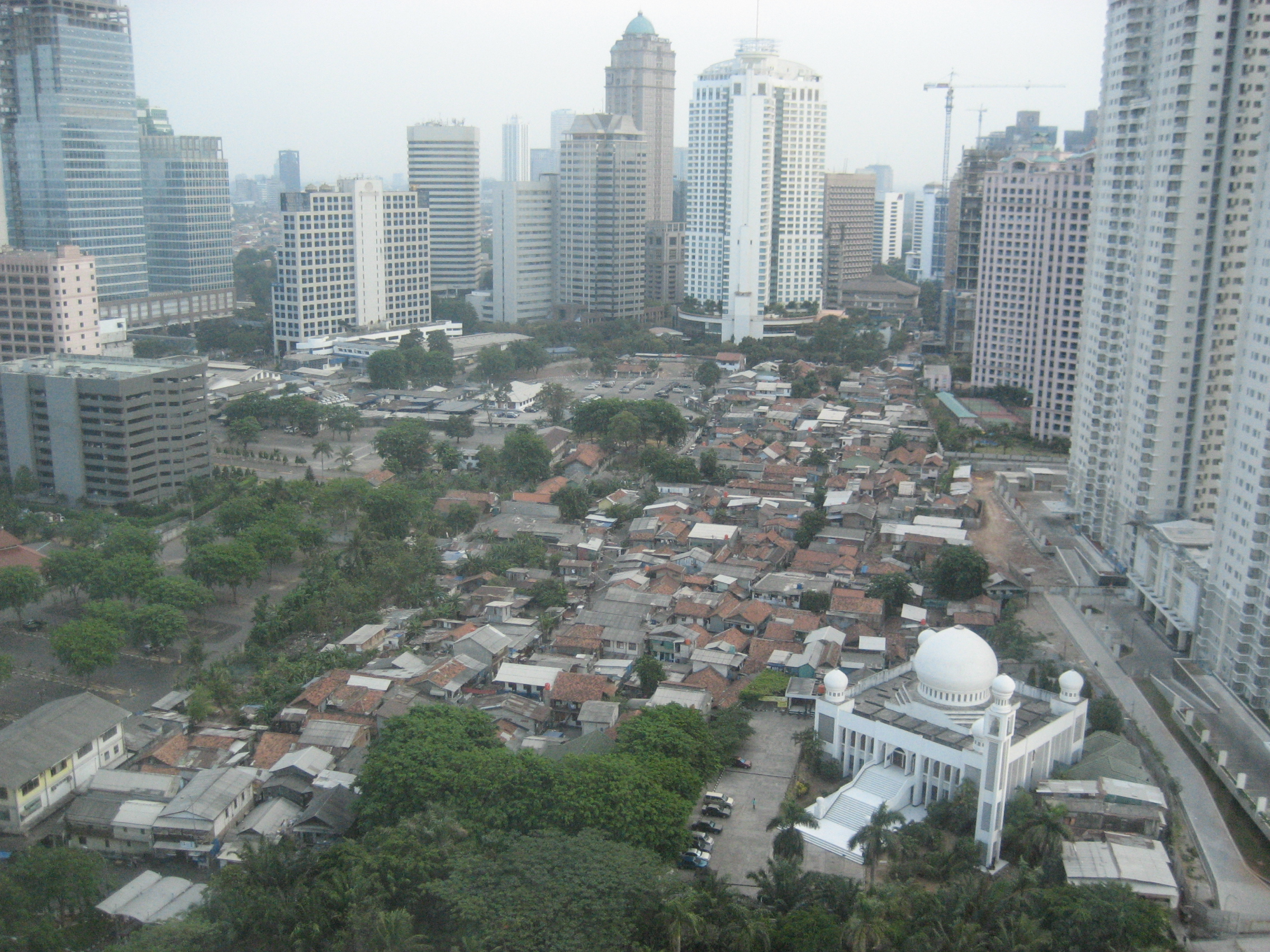
Le côté ouest de la Jalan Jenderal Sudirman fait partie de Tanah Abang